# Rua Doutor Flores

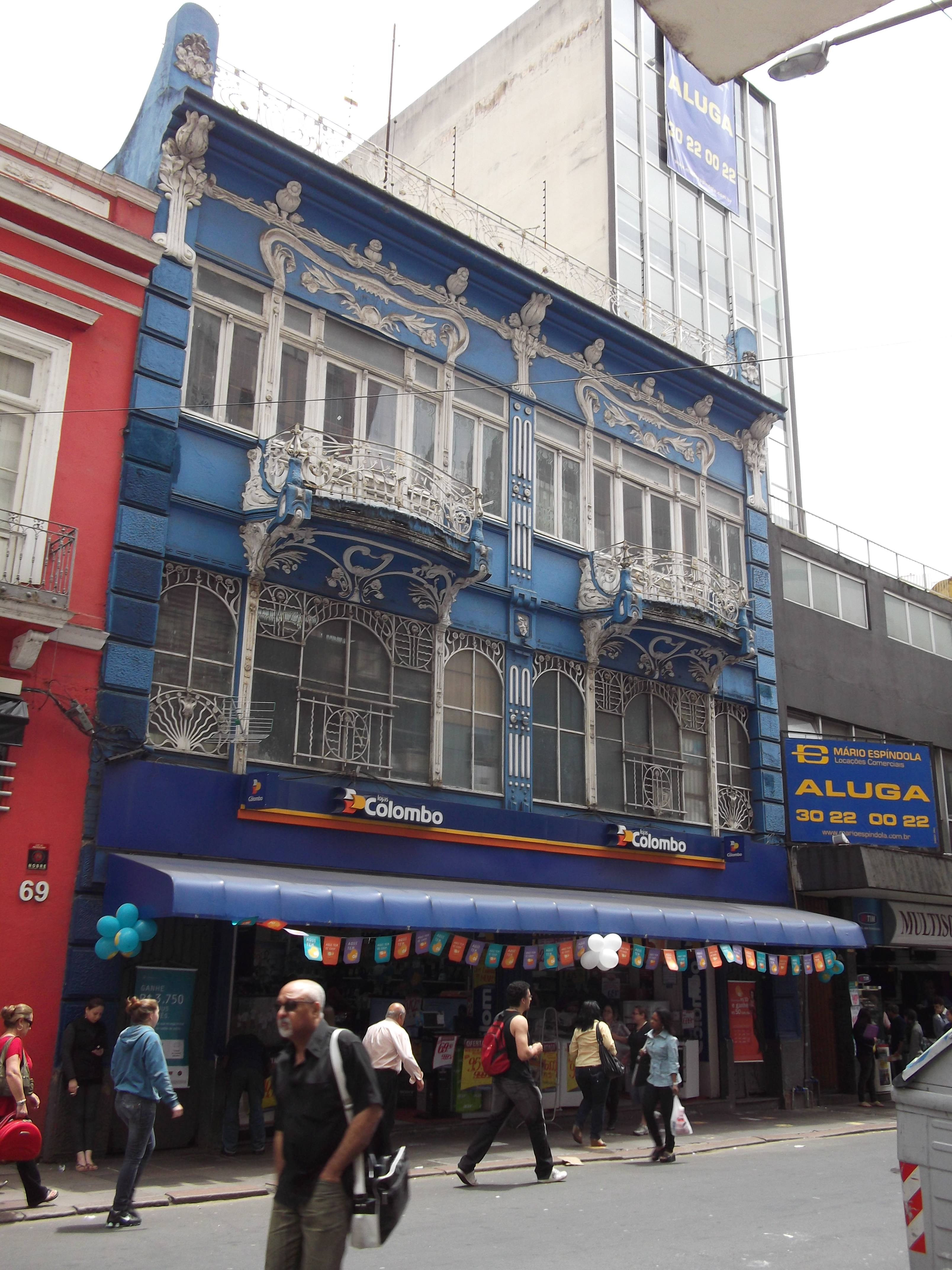
Detalhe da Rua Doutor Flores

A Rua Doutor Flores é uma via pública da cidade brasileira de Porto Alegre, capital do estado do Rio Grande do Sul. Está localizada no centro histórico da cidade e, atualmente, é formada por cinco quadras. Inicia na Rua Voluntários da Pátria e termina na Rua Riachuelo, junto à Praça Conde de Porto Alegre, antiga Praça do Portão.

## Histórico
Por volta de 1814 era chamada de Rua Santa Catarina e não chegava no Caminho Novo (atual Rua Voluntários da Pátria), pois era fechada por uma chácara. Esta ligação só foi efetivada em 1842, quando o terreno foi desapropriado.
Em 1873, a Câmara Municipal de Porto Alegre alterou o nome da rua para Rua Doutor Flores, em homenagem ao médico e político Luís da Silva Flores, antigo morador da rua.
A Sociedade Germânia, originalmente Gesellschaft Germania, a mais antiga sociedade recreativa de Porto Alegre, fundada em 1855 por alemães radicados na cidade, construiu sua sede social na Rua Doutor Flores, que funcionou de 1886 a 1917, quando foi incendiada e saqueada por manifestantes contrários aos alemães.